# Càlcul infinitesimal
El càlcul infinitesimal és una branca de les matemàtiques, desenvolupada a partir de l'àlgebra i la geometria, que involucra dos conceptes complementaris: el concepte d'integral (càlcul integral) i el concepte de derivada (càlcul diferencial). Les dues operacions són inverses i estan lligades pel teorema fonamental del càlcul. Els fundadors d'aquesta branca són Isaac Newton i Gottfried Leibniz i els seus precursors John Wallis i Isaac Barrow. Posteriorment, va ser Augustin Louis Cauchy qui va donar-li una forma més rigorosa en afegir-hi el concepte de límit. Aquesta branca de les matemàtiques ha esdevingut la base fonamental de la física des de la qual es vertebra. El càlcul té també aplicacions en química, enginyeria, economia i medicina.

## Història

### Període antic
El període antic va introduir algunes de les idees de càlcul integral, però no sembla que hagi desenvolupat aquestes idees d'una manera rigorosa o sistemàtica. El càlcul de volums i àrees, la funció bàsica de càlcul integral, es pot remuntar al papir egipci de Moscou (1890 aC), en el qual un egipci calcula amb èxit el volum d'un tronc de piràmide.
Entre els matemàtics grecs, Èudox de Cnidos (366 aC) feia servir el mètode d'exhaustió, que anticipa el concepte de límit, per a calcular àrees i volums, mentre que Arquimedes (circa 287-212 aC) desenvolupava més aquesta idea, i inventa heurístiques que s'assemblen al càlcul infinitesimal.
Mètodes similars varen ser desenvolupats de manera independent a la Xina al voltant del segle iii per Liu Hui, que els va fer servir per a trobar l'àrea del cercle. Més tard, Zu Chongzhi va fer servir aquest mètode per a trobar el volum d'una esfera.

### Època medieval
Al voltant de l'any 1000, el matemàtic islàmic Alhazen va ser el primer a obtenir la fórmula de la suma de les potències quartes d'una progressió aritmètica, utilitzant un mètode que és directament generalitzable per a trobar la fórmula de la suma de qualsevol potència entera superior, i feia servir aquest mètode per a realitzar una integració. Al segle xi, el matemàtic xinès Shen Kuo desenvolupava equacions que tractaven la integració. Al segle xii, el matemàtic indi Bhskara II desenvolupa una derivada que representant un canvi infinitesimal, i descriu una primera forma del teorema de Rolle. També al segle xii, el matemàtic persa Sharaf al-Dīn al-Tūsī descobreix la derivada de polinomis cúbics, un resultat important en càlculs diferencial. En el segle xiv, Madhava de Sangamagrama, conjuntament amb altres astrònoms i matemàtics de l'escola Kerala d'astronomia i matemàtiques, descriu casos particulars de sèries de Taylor, que es tracten en el text Yuktibhasa.

### Període modern
En el període modern, de manera independent, es van fer descobriments sobre càlcul a començaments del segle xvii al Japó, per matemàtics com Seki Kowa, que van expandir el mètode d'exhaustió.
A Europa, el treball que va fundar el càlcul infinitesimal va ser un tractat degut a Bonaventura Cavalieri, que sostenia que els volums i les àrees s'han de calcular com les sumes dels volums i les àrees d'infinitesimal de seccions infinitesimalment primes. Les idees eren similars a les que exposa Arquimedes en El mètode dels teoremes de mecànica, però aquest tractat va romandre perdut fins a la primera part del segle xx, quan es va descobrir el palimpsest d'Arquimedes. El treball de Cavalieri no va rebre gaire consideració, ja que els seus mètodes poden conduir a resultats erronis, i les quantitats infinitesimals que introduïa al començament estaven mancades de reputació.
L'estudi formal de càlcul combinava els infinitesimals de Cavalieri amb el càlcul de diferències finites desenvolupat a Europa al voltant del mateix temps. La combinació, la van fer John Wallis, Isaac Barrow, i James Gregory, els dos últims van demostrar el segon teorema fonamental del càlcul al voltant de 1675.
La regla del producte i la regla de la cadena, la noció de derivades d'ordre superior, de sèrie de Taylor, i de funcions analítiques, van ser introduïdes per Isaac Newton en una notació idiosincràtica que utilitzava per a resoldre problemes de física matemàtica. En les seves publicacions, Newton no escrivia els conceptes tal com els havia desenvolupats, sinó que reformulava les seves idees d'ajustar-se al modisme matemàtic del temps, canviant càlculs amb infinitesimals per arguments geomètrics equivalents que es consideraven més enllà de retret. Va fer servir els mètodes del càlcul infinitesimal per a resoldre el problema del moviment planetari, la forma de la superfície d'un fluid que gira, la deformació de la Terra respecte d'una esfera, el moviment d'un pes que llisca en una cicloide, i molts altres problemes dels quals parla en el seu Principia Mathematica. En un altre treball, va obtenir els desenvolupaments en sèrie de les funcions, incloent-hi potències fraccionàries i irracionals, i és clar que entenia els principis de la sèrie de Taylor. No va publicar tots aquests descobriments, i en aquella època els mètodes infinitesimals encara es consideraven de mala reputació.

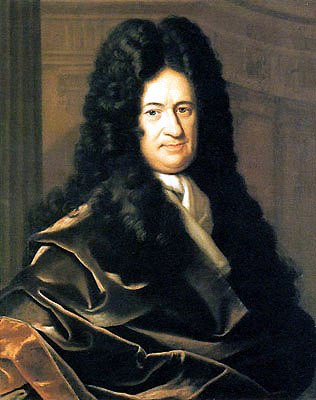
Gottfried Wilhelm Leibniz inicialment va ser acusat de plagiar el treball inèdit d'Isaac Newton, però avui es considera ara com a inventor i contribuïdor independent al càlcul infinitesimal

Gottfried Wilhelm Leibniz va desenvolupar un veritable càlcul d'infinitesimals que sistematitza aquestes idees. La seva contribució va proporcionar un conjunt clar de regles per manipular quantitats infinitesimals, permetre el càlcul de derivades segones i superiors, i va donar la regla del producte i la regla de la cadena, en les seves formes diferencials i integrals. A diferència de Newton, Leibniz parava molta atenció en el formalisme; sovint passava dies sencers per determinar els símbols apropiats als conceptes.
Per tal d'entendre el raonament de Leibniz en càlcul infinitesimal, s'han de tenir presents els seus antecedents. En particular dos d'aquests: 
1. La seva metafísica, que considera el món com un agregat infinit de mònades indivisibles.
2. La seva intenció, inspirada per les idees de l'Ars magna de Ramon Llull,[12] de crear una lògica formal precisa amb la qual obtenir "un mètode general amb el qual totes les veritats de la raó s'haurien de reduir a una mena de càlcul."

Des del temps de Leibniz i Newton, molts matemàtics han contribuït al desenvolupament, que encara continua, del càlcul infinitesimal. Al segle xix, es creava un fonament molt més rigorós per al càlcul per part de matemàtics com Augustin Louis Cauchy, Riemann, i Weierstrass. Va ser també durant aquest període que les idees del càlcul es generalitzaven a l'espai euclidià i al pla complex. Lebesgue va generalitzar la idea d'integral, de manera que, virtualment, qualsevol funció tingui una integral, mentre que Laurent Schwartz, en gran part de la mateixa manera, va estendre la derivació.
El 1960, el matemàtic Abraham Robinson desenvolupa l'anàlisi no estàndard en què es fa un ús rigorós del concepte d'infinitesimal. Amb la qual cosa, avui es torna a poder fer servir aquest concepte que havia estat substituït progressivament per la noció de límit. Alguns educadors mantenen que l'ús d'infinitesimals és més intuïtiu i més fàcilment entès pels estudiants que l'anomenada aproximació d'èpsilon-delta a conceptes analítics. Aquest enfocament, de vegades, proporciona demostracions més fàcils que la formulació d'èpsilon-delta de l'anàlisi.

## Branques del càlcul infinitesimal

### Successions i límits
El càlcul es desenvolupa normalment manipulant quantitats molt petites. Històricament, el primer mètode de fer això era emprant infinitesimals. Aquests són objectes que es poden tractar com a nombres, però que són, en algun sentit, "infinitament petits". Un nombre infinitesimal dx és més gran que 0, però més petit que qualsevol nombre en la seqüència 1, 1/2, 1/3... i més petit que qualsevol nombre real positiu. Qualsevol múltiple enter d'un infinitesimal és també infinitament petit, és a dir, els infinitesimals no satisfan l'axioma d'Arquimedes (per tant, no són nombres reals). Des d'aquest punt de vista, el càlcul és una col·lecció de tècniques per a manipular infinitesimals. Aquest enfocament va caure en desús al segle xix per la dificultat de fer precisa la idea d'un infinitesimal. Tanmateix, el concepte es reactiva al segle xx amb l'aparició de l'anàlisi no estàndard, que proporciona fonaments sòlids per a la manipulació d'infinitesimals.
Al segle xix, els infinitesimals es van substituir per límits. Els límits descriuen el valor d'una funció en un punt en termes dels seus valors en punts propers. Capten comportaments a petita escala, just com els infinitesimals, però fan servir el sistema habitual de nombres reals. En aquest enfocament, el càlcul és una col·lecció de tècniques per a manipular certs límits. Els infinitesimals se substitueixen per nombres molt petits, i el comportament de la funció en intervals infinitament petits es troba agafant el límit del seu comportament per nombres més i més petits. És fàcil establir els límits basant-se en fonaments rigorosos, i per aquesta raó es considera normalment que són l'aproximació estàndard al càlcul infinitesimal.
Les successions són funcions definides amb un domini en els nombres naturals i normalment l'estudi dels límits de les successions és el primer pas per a estudiar els límits de les funcions definides sobre un domini en el conjunt dels nombres reals.

### Càlcul diferencial
El càlcul diferencial és l'estudi de les derivades i les seves aplicacions. El concepte de derivada d'una funció està relacionat amb la mesura de la rapidesa amb què varia la funció. Si la funció és una funció real de variable real i la variable independent s'interpreta com el temps i la variable dependent com la posició, llavors la derivada de la funció en un punt (en un instant) és la velocitat en aquell instant. També és el pendent de la recta tangent en la gràfica de la funció en el punt.
Seguint amb aquestes dues interpretacions, la derivada de la funció en un punt es pot definir com el límit de la velocitat mitjana en un interval de temps que conté el punt (instant) quan l'amplada de l'interval es fa molt petita (tendeix a zero). O també com la recta secant a la gràfica de la funció que passa pel punt i també per un altre punt molt pròxim (tendeix al primer).
Més rigorosament: sia y=f(x) una funció de x; la derivada de y respecte de x al punt a és, geomètricament parlant, el pendent de la recta tangent a la gràfica de f al punt a. El pendent de la tangent és molt proper al pendent de la recta que passa per (a, f(a)) i un punt molt proper en la gràfica, per exemple (a + h, f(a + h)). D'aquesta recta, se'n diu recta secant. El pendent de la recta secant és la diferència entre els valors de y en aquests dos punts, dividit per la diferència entre els valors de x. És a dir,
{\displaystyle {\frac {f(a+h)-f(a)}{h}}.}
Formalment, la derivada de la funció f a a és el límit:
{\displaystyle f'(a)=\lim _{h\to 0}{f(a+h)-f(a) \over h}}
que és el límit del quocient de diferències quan h tendeix a zero, si aquest límit existeix. Si el límit existeix, llavors f és derivable al punt a. Aquí f′ (a) és una de les múltiples notacions de la derivada.
El fet que en algunes funcions f, cada un dels punts del seu domini se li pugui definir un nombre que és la seva derivada en el punt, permet definir el concepte de funció derivada: la funció f' que a cada punt li assigna el valor de la derivada de f en el punt.
El concepte de derivada es pot generalitzar a funcions de diverses variables i a funcions sobre dominis diferents del conjunt dels nombres reals.

#### Optimització

Màxims i mínims locals i globals de cos(3πx)/x, 0.1≤x≤1.1

Els problemes d'optimització estan relacionats amb el fet de trobar els punts on una funció adopta el valor més gran o més petit de tots.
La idea en què es basa la solució d'aquests problemes és la següent: si la funció compleix una sèrie de requisits, en el punt on té el valor més gran (més petit) abans estava creixent (disminuint), per tant la seva derivada era positiva (negativa) i després d'aquest punt ha de decréixer (créixer) i, per tant, la seva derivada ha de ser negativa (positiva), per tant, en el punt la derivada ha de ser zero.
Cal observar que, perquè això es compleixi, la funció ha de complir algunes condicions, com per exemple ser derivable en tots els punts. També cal observar que, si bé el raonament anterior és cert, el recíproc no: pot ser que hi hagi punts on la funció tingui derivada zero i que no siguin un màxim. A més, els punts que són màxims ho són des d'un punt de vista local. La funció en pot tenir més d'un i només el més gran de tots és el màxim de la funció.
Tot i les observacions anteriors, la idea que en el màxim la funció o bé no és derivable o bé té derivada igual a zero, permet construir una estratègia per trobar els punts on la funció és màxima: 
1. Trobar la funció f'  derivada de la funció f.
2. Trobar els punts on f'  val zero.
3. Avaluar la funció f als punts on f'  val zero i als punts on f no és derivable (en molts casos pràctics als extrems de l'interval del seu domini).
4. Escollir entre aquest conjunt discret de punts el punt on el valor de la funció és més gran de tots.

Com es pot observar, aquesta estratègia el que fa és transformar el problema de trobar el màxim (o mínim) d'una funció en el problema de trobar els punts on una altra funció val zero.
El problema d'optimització també es generalitza a partir dels conceptes desenvolupats en funcions reals en variables reals a funcions en diverses variables o a altres funcions sobre altres tipus d'objectes matemàtics.

#### Càlcul de variacions

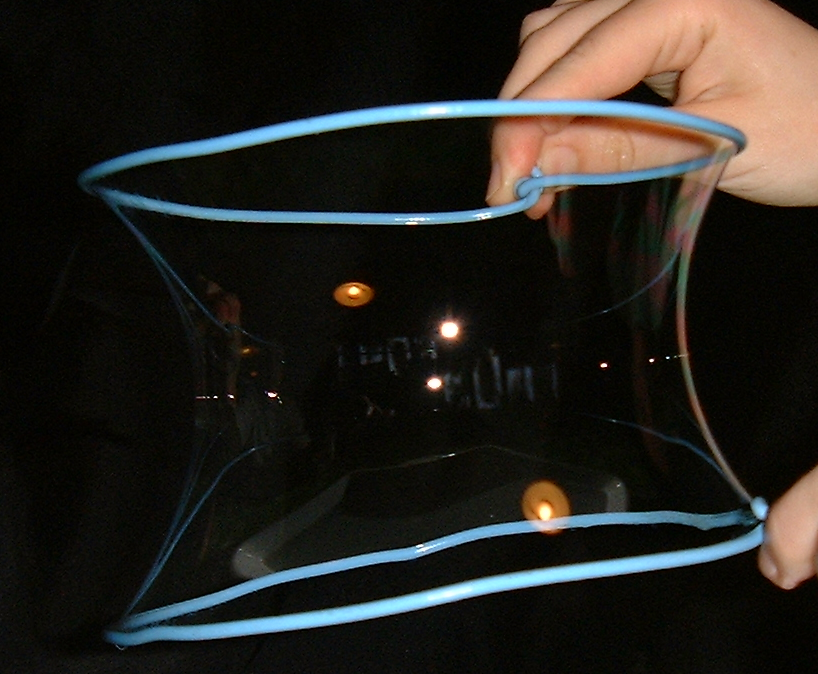
Submergint una estructura de filferros en una solució de sabó s'obté una solució natural al problema de Plateau, que és un problema de càlcul de variacions

El càlcul de variacions aplica els conceptes del càlcul infinitesimal a funcions els seus arguments de les quals són funcions (funcionals) en comptes de ser nombres reals, és a dir, funcions de funcions. Aquests funcionals es poden generar, per exemple, com integrals que impliquen una funció desconeguda i les seves derivades. L'interès se centra en funcions extremes: aquelles que fan que el funcional assoleixi un màxim o mínim valor.
Potser l'exemple més simple d'aquest tipus de problema és trobar la corba de llargada més curta que connecta dos punts. Si no hi ha cap restricció, la solució és òbviament una recta entre els punts. Tanmateix, si la corba es constreny a pertànyer a una superfície de l'espai, llavors la solució és menys òbvia, i possiblement poden existir moltes solucions. Tals solucions es coneixen com a geodèsiques. Un problema relacionat amb aquest és el proposat pel principi de Fermat: la llum segueix el camí de llargada òptica més curta que connecti dos punts, on la llargada òptica depèn del material del medi. Un concepte corresponent en mecànica és el principi de mínima acció.
Molts problemes importants impliquen funcions de diverses variables. Les solucions de problemes de contorn per a l'equació de Laplace satisfan el principi de Dirichlet. El problema de Plateau requereix trobar una superfície d'àrea mínima que abraça un contorn donat en espai: la solució o solucions es poden trobar submergint una estructura de filferros en una solució de sabó. Encara que tals experiments són relativament fàcils de realitzar, la seva interpretació matemàtica està lluny de ser simple: hi pot haver més d'una superfície que sigui localment mínima, i les que hi ha poden tenir topologia no trivial.

#### Equacions diferencials

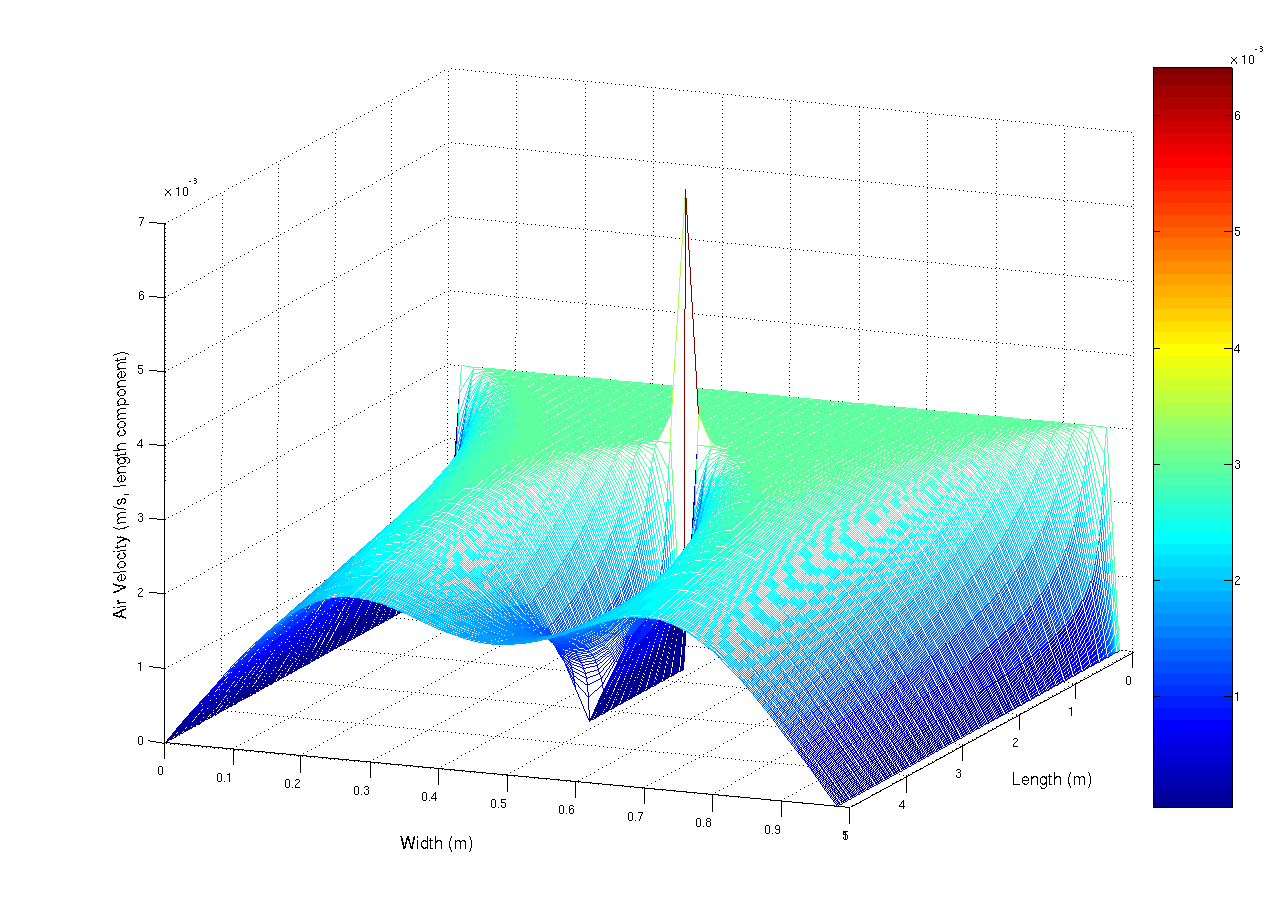
Visualització de flux d'aire en un conducte modelat fent servir
les equacions de Navier-Stokes, un conjunt d'equacions diferencials en derivades parcials

Una equació diferencial és una equació matemàtica en què la incògnita és una funció d'una o diverses variables que relaciona els valors de la funció mateixa i els de les seves derivades de diversos ordres. Les equacions diferencials tenen un paper prominent en enginyeria, física, economia i altres disciplines.
Les equacions diferencials sorgeixen en moltes àrees de ciència i tecnologia; on sigui que es coneix o se suposa una relació determinista que relaciona algunes quantitats que canvien contínuament (modelitzades per funcions) i les seves velocitats de canvi (expressades com a derivades). Això s'il·lustra bé en la mecànica clàssica, en què el moviment d'un cos es descriu per la seva posició i la velocitat a mesura que varia el temps. Les lleis de Newton permeten relacionar la posició, la velocitat, l'acceleració i les diverses forces que actuen sobre el cos i aquesta relació es posa de manifest amb una equació diferencial que té per incògnita la funció de la posició del cos al llarg del temps. En molts casos, aquesta equació diferencial es pot resoldre explícitament, obtenint la llei del moviment.
Un exemple de modelització matemàtica d'un problema del món real que fa servir equacions diferencials és la determinació de la velocitat d'una pilota que cau a través de l'aire, considerant només la resistència de l'aire i la gravetat. L'acceleració de la pilota cap a terra és l'acceleració causada per la gravetat menys la desacceleració causada per la resistència de l'aire. La gravetat és constant, però la resistència de l'aire és proporcional a la velocitat de la pilota. Això significa que l'acceleració de la pilota, que és la derivada de la seva velocitat, depèn de la velocitat. Trobar la velocitat com a funció de temps exigeix resoldre una equació diferencial.
Les equacions diferencials s'estudien matemàticament des d'unes quantes perspectives diferents, principalment adreçades a trobar les seves solucions, funcions que fan que sigui veritat l'expressió de l'equació. Només les equacions diferencials més simples admeten solucions donades per fórmules explícites. Moltes propietats de les solucions d'una equació diferencial donada es poden determinar sense trobar-ne la forma exacta. Si no es disposa d'una fórmula per a la solució, la solució es pot aproximar numèricament fent servir ordinadors. La teoria de sistemes dinàmics posa èmfasi en l'anàlisi qualitativa dels sistemes que descriuen les equacions diferencials, mentre que molts mètodes numèrics s'han desenvolupat per determinar solucions amb un grau donat de precisió.

La funció exponencial (en blau), i la suma dels primers n +1 termes de la seva sèrie Taylor al punt x= 0 (en vermell)

#### Sèries de Taylor
La sèrie de Taylor és una representació d'una funció com a suma infinita de termes calculats a partir dels valors de les seves derivades en un únic punt. Es pot considerar com el límit dels polinomis de Taylor. Si la sèrie es calcula al punt zero, la sèrie també s'anomena sèrie de Maclaurin.
La sèrie de Taylor d'una funció f infinitament derivable (real o complexa) definida en un interval obert (a-r, a+r) es defineix amb la suma següent:
{\displaystyle \sum _{n=0}^{\infty }{\frac {f^{(n)}(a)}{n!}}(x-a)^{n}}
Aquí, n! és el factorial de n i f (n)(a) indica l'n-sima derivada de f en el punt a.
Si aquesta sèrie convergeix per a tot x pertanyent a l'interval (a-r, a+r) i la suma és igual a f(x), llavors la funció f(x) es diu que és analítica.

### Càlcul integral

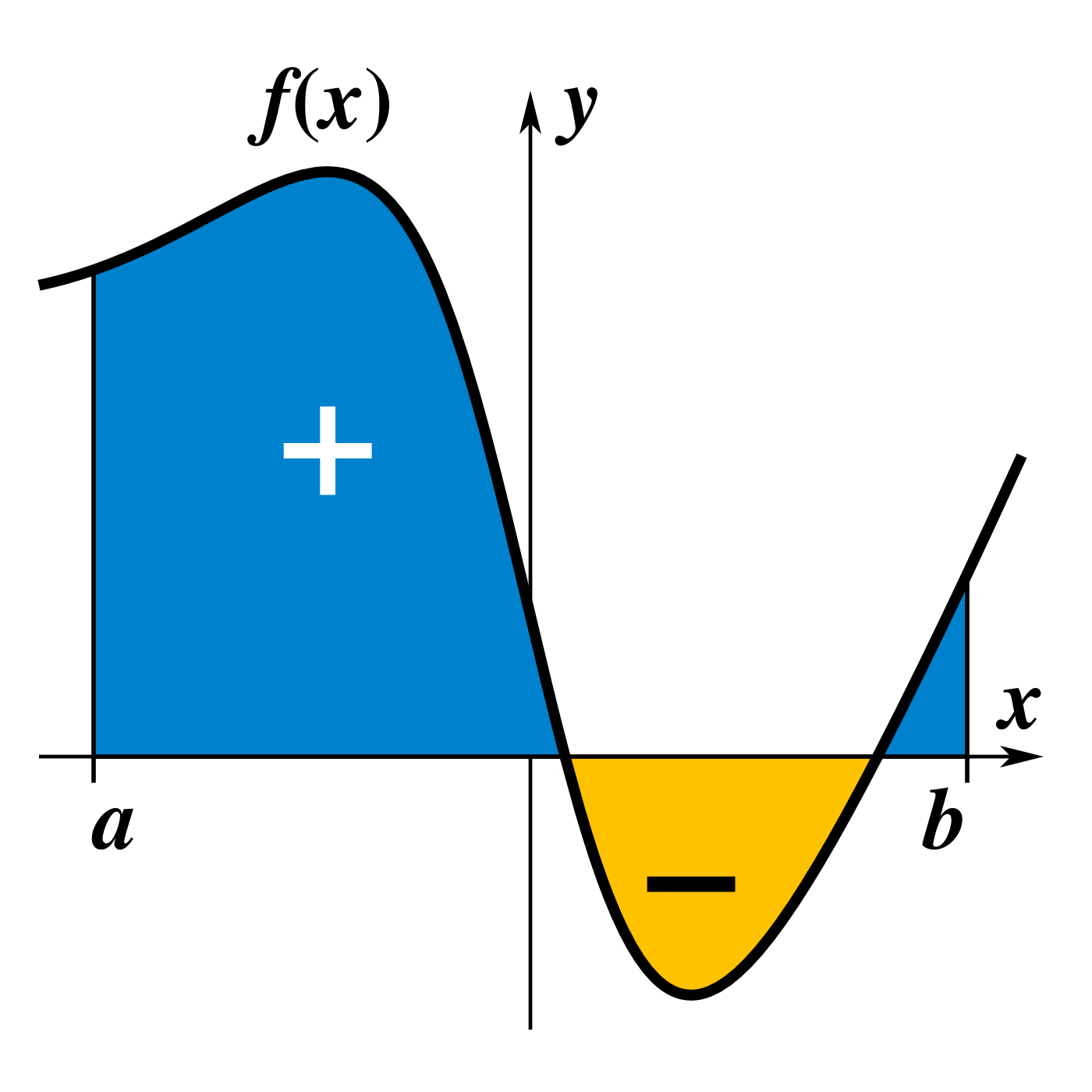
La integral definida d'una funció representa l'àrea limitada per la gràfica de la funció amb signe positiu quan la funció té valors positius, i negatiu quan en té de negatius

Les integrals apareixen en moltes situacions pràctiques. Considereu una piscina. Si és rectangular, llavors, a partir de la seva longitud, amplada i alçada, es pot determinar fàcilment el volum d'aigua que pot contenir (per omplir-la), l'àrea de la superfície (per cobrir-la), i la llargada de la seva vora (per lligar-la). Tanmateix, si és oval amb un fons arrodonit, totes aquestes quantitats demanen integrals. Al començament, pot ser suficient amb aproximacions pràctiques, però al final caldran respostes exactes i rigoroses a aquesta mena de problemes.
El concepte d'integració parteix del problema que, donada una funció f(x) d'una variable real x i un interval [a,b] de la recta real, es vol trobar l'àrea de la regió del pla xy limitada entre la gràfica de f, l'eix x, i les línies verticals x = a i x = b, on es resten les àrees per davall de l'eix x. Aquest resultat s'anomena integral de f(x) entre a i b, i es denota:
{\displaystyle \int _{a}^{b}f(x)\,dx}

## Resultats fonamentals

### Teorema fonamental del càlcul
El teorema fonamental del càlcul consisteix en l'afirmació que la derivada i integral d'una funció matemàtica són operacions inverses. Això significa que tota funció contínua integrable verifica que la derivada de la seva integral és aquesta mateixa.
Una conseqüència directa d'aquest teorema, denominada ocasionalment segon teorema fonamental del càlcul, permet calcular la integral d'una funció utilitzant la primitiva de la funció que s'ha d'integrar.
- Teorema fonamental del càlcul. Sia f una funció real integrable definida en un interval tancat [a, b]. Si es defineix F a cada x de [a, b] per:

{\displaystyle F(x)=\int _{a}^{x}f(t)\,dt.}
Llavors F és contínua a [a, b]. Si f és contínua a x de [a, b], llavors F és derivable a x, i F ′(x) = f(x).
- Segon teorema fonamental del càlcul. Sia f una funció real, integrable definida en un interval tancat [a, b]. Si F és una funció tal que F ′(x) = f(x) per tot x de [a, b] (és a dir, F és una primitiva de f), llavors:

{\displaystyle \int _{a}^{b}f(t)\,dt=F(b)-F(a).}

## Aplicacions

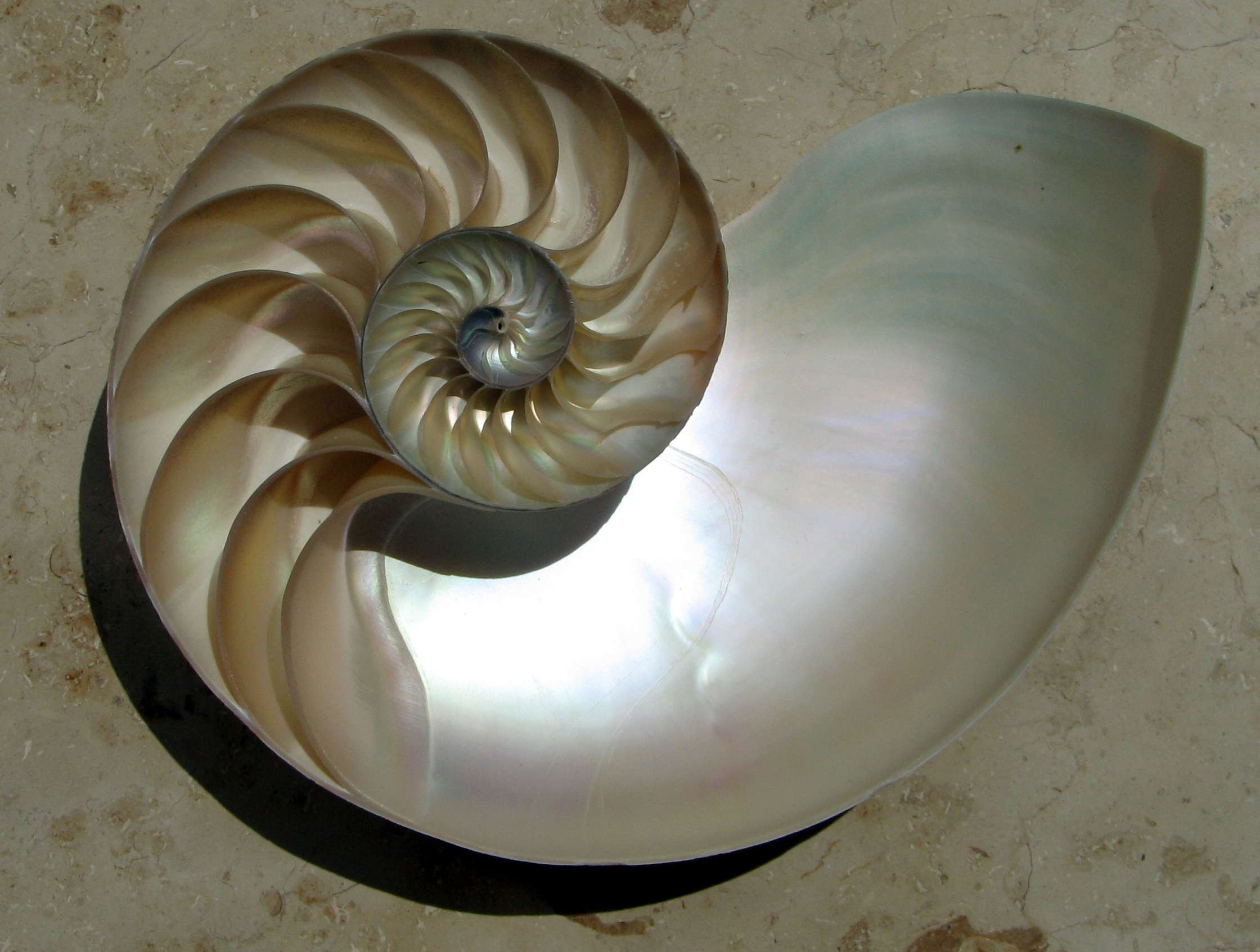
L'espiral logarítmica de la closca Nautilus és una imatge clàssica utilitzada per a descriure el creixement i el canvi referit al càlcul infinitesimal

El càlcul es fa servir en totes les branques de les ciències físiques, en informàtica, estadística, economia, enginyeria, medicina, demografia, i en tots els altres camps on sigui que un problema es pugui modelitzar matemàticament i impliqui variables contínues.
La física fa un ús particular del càlcul; tots els conceptes de mecànica clàssica s'interrelacionen mitjançant el càlcul. La massa d'un objecte de densitat coneguda, el moment d'inèrcia d'objectes, així com l'energia total d'un objecte dins d'un camp conservatiu es poden determinar fent servir el càlcul. En els subcamps d'electricitat i magnetisme, es pot fer servir per a trobar el flux total dels camps electromagnètics. Un exemple històric de l'ús de càlcul en física és la segona llei de Newton del moviment, que fa servir expressament el terme taxa de variació que es refereix a la derivada: la taxa de variació de l'impuls d'un cos és igual a la resultant de la força que actua sobre el cos i és en la mateixa direcció. Fins i tot, l'expressió comuna de la segona llei de Newton com força = massa × acceleració implica càlcul diferencial perquè l'acceleració es pot expressar com la derivada de la velocitat. La teoria de Maxwell de l'electromagnetisme i la teoria d'Einstein de la relativitat general també s'expressen en el llenguatge del càlcul diferencial. La química també fa servir el càlcul per a determinar velocitats de reacció i desintegració radioactiva.
El càlcul es pot fer servir conjuntament amb altres disciplines matemàtiques. Per exemple, es pot fer servir amb l'àlgebra lineal per a trobar la "millor" aproximació lineal "apta" per a un conjunt de punts en un domini. O es pot fer servir en la teoria de probabilitat per a determinar la probabilitat d'una variable aleatòria contínua d'una funció de densitat suposada.
El teorema de Green, que dona la relació entre una integral de línia al voltant d'una corba tancada simple C i una integral doble sobre la regió plana D limitada per C, s'aplica en un instrument conegut com a planímetre, que es fa servir per a calcular l'àrea d'una superfície plana en un dibuix. Per exemple, es pot fer servir per a calcular l'àrea ocupada per una jardinera amb forma irregular o una piscina en dissenyar la disposició d'una propietat.
En el regne de la medicina, el càlcul es pot fer servir per a trobar l'angle de bifurcació òptim d'un vas sanguini per tal de maximitzar-ne el flux.
En geometria analítica, en l'estudi de gràfiques de funcions, el càlcul es fa servir per a trobar punts màxims i mínims, el pendent, la concavitat i els punts d'inflexió.
En economia, el càlcul permet determinar el màxim benefici proporcionant una manera de calcular fàcilment tant el cost marginal com l'ingrés marginal.
El càlcul es pot fer servir per a trobar solucions aproximades a equacions, en mètodes com el de Newton, o amb aproximacions lineals. Per exemple, els vehicles espacials fan servir una variació del mètode d'Euler per a aproximar trajectòries curvilínies en ambients de gravetat zero.